# Diego de Siloé

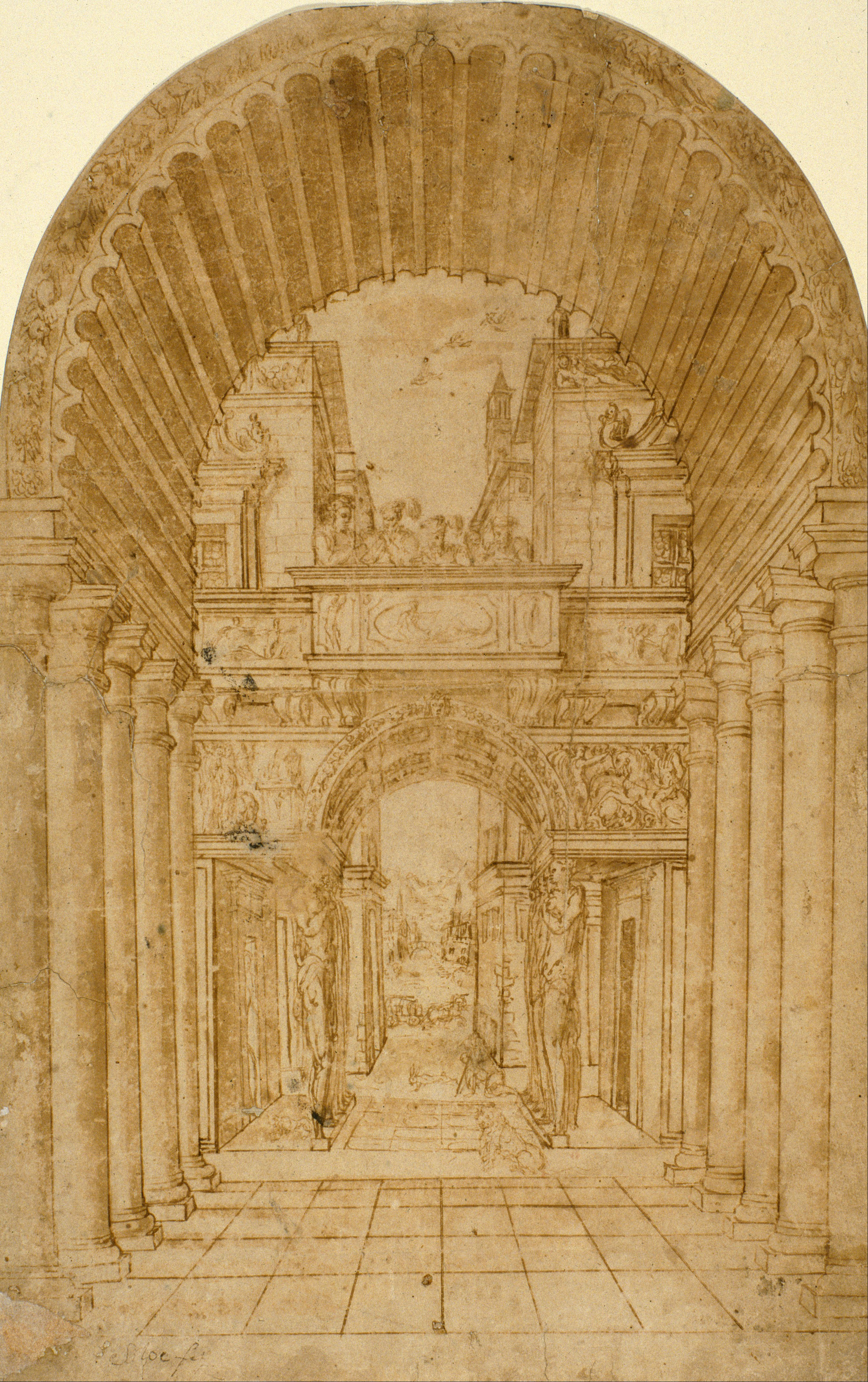
Perspectiva escenogràfica de Diego de Siloé

Diego de Siloé (Burgos, 1495; 1563), arquitecte i escultor castellà, un dels primers artistes del Renaixement a Espanya.
Amb tota probabilitat va ser fill de l'escultor espanyol del gòtic, Gil de Siloé, i va passar la primera part de la seva carrera artística (1519-1528) al seu lloc de naixement, Burgos, on va treballar principalment com a escultor.
De molt jove feu un viatge a Itàlia, on entrà en contacte amb el món del Renaixement realitzant el retaule de la capella Caraccioli de San Giovanni in Carbonara, a Nàpols, en col·laboració amb Bartolomé Ordóñez.
De retorn a Burgos, feu les següents obres per a la catedral:
- sepulcre de Luis de Acuña (Capilla de Santa Ana, 1519),
- sepulcre de Diego de Santander (claustre)
- escalera Dorada (1519-1523), és la seva obra més important d'aquest període. La seva proporcionada, rotunda i airosa estructura amb escultures de querubins, escuts d'armes i ornamentació vegetal, ocupa completament un dels murs de la catedral. Amb aquesta obra, Siloé va salvar el desnivell de la porta de la Coronería de la catedral, situat al braç nord del creuer d'aquesta, i va incorporar a més elements arquitectònics d'arrelam classicista, a la manera de l'arquitecte italià Donato Bramante, dissenyant una escala monumental que es bifurca en dos trams paral·lels al mur del fons.
- Retaule major de la Capilla del Condestable (1523-1526), amb la col·laboració de F.Bigarny.

El 1528 s'estableix fins al final de la seva vida a Granada, on esculpí:
- el cadiratge del cor i part de la decoració de l'església de San Jerónimo i
- les obres de la catedral, continuant en estil Renaixement el que va iniciar E.Egas segons un esquema gòtic.

Dedicat des d'aquest moment molt més a l'arquitectura, intervingué en:
- el Colegio de los Irlandeses de Salamanca,
- catedral de Màlaga (1540),
- categral de Guadix (1541),
- església de Montefrío (1543) i
- església d'Iznalloz (1549).

Continuà conreant, però, l'escultura:
- part baixa de la Puerta del Perdón (catedral de Granada),
- estàtues orants dels Reis Catòlics (Capella Reial de Granada),
- tomba d'Alonso de Fonseca (Santa Úrsula de Salamanca) i
- Sagrada Família amb Sant Joan (Museu Nacional d'Escultura, Valladolid).

Per la seva nombrosa i valuosa producció és considerat un dels millors representants del primer Renaixement a la península Ibèrica.